# Insula (gradski blok)
Latinska riječ insula (doslovno znači "otok", množina insulae) korištena je u rimskim gradovima za označavanje ili gradskog bloka u planu grada, tj. građevinskog područja okruženog s četiri ulice, ili, kasnije, vrste stambene zgrada koja je zauzimala takav gradski blok posebno u Rimu i obližnjoj Ostiji. Za potonju vrstu Insulae se znalo da su sklone vatri i prepune bolesti.
Standardni rimski plan grada temeljio se na mreži ortogonalnih (postavljenih pod pravim kutom) ulica. Nastao je na uzoru starogrčkog grada, koji je opisao Hipodam. Posebno se koristio pri osnivanju novih gradova, npr. u rimskim kolonijama.
Ulice svakog grada bile su označene kao decumanusi (orijentirane istok-zapad) i cardini (sjever-jug). Glavne ulice, Decumanus Maximus i Cardo Maximus, križale su se na ili blizu foruma, oko kojeg su bile smještene najvažnije javne zgrade.